# Жуан Роке
Жуан Роке (порт. João Roque; *22 липня 1971, Ангола) — бразильський спортсмен ангольського походження, борець бразильського дзюдзюцу, греплер, боєць змішаного стилю. Чемпіон світу з бразильського дзюдзюцу серед чорних поясів у легшій ваговій категорії за версією IBJJF (1997 рік). Чемпіон Бразилії (1993, 1997, 1999 роки) та Америки (1997 рік) з бразильського дзюдзюцу.
Родина Жуана Роке емігрувала до Бразилії з Анголи у 1975 році у час, коли в країні, яка щойно отримала незалежність, почалась збройна боротьба за владу. У Ріо-де-Жанейро пройшло дитинство Роке та його становлення як спортсмена: з малого віку він займався плаванням, волейболом та бігом.
Роке почав вивчення технік бразильського дзюдзюцу у 15-річному віці. По досягненню рівня чорного поясу він став виступати на змаганнях національного та міжнародного рівня. Роке тричі ставав чемпіоном Бразилії з бразильського дзюдзюцу у особистому та командному заліках, а також двічі був срібним призером національного чемпіонату. 
Жуан Роке брав участь у чемпіонатах світу з бразильського дзюдзюцу за версією IBJJF протягом 1996 – 1998 років. У 1997 році посів перше місце, на чемпіонатах 1996 та 1998 років програв багаторазовому чемпіону світу Ройлеру Ґрейсі. Йому ж Роке поступився у боротьбі за титул чемпіона світу з греплінгу за версією ADCC в Абу-Дабі, в 1999 році. Сам же Ройлер Грейсі називав Жуана Роке в числі найсильніших практиків бразильського дзюдзюцу, чий стиль подобався йому особисто.
Протягом 1996 – 2005 років, паралельно із виступами за основним профілем підготовки, Роке брав участь у турнірах з вале тудо, сюто та змішаних бойових мистецтв загалом. Більшу частину боїв він провів у Японії, більшу частину перемог здобув підкоренням.
Саме його бій проти Дженса Палвера став історично першим змаганням у вазі до 70 кг у UFC.
Роке був одним із засновників успішної спортивної команди «Nova União», яка роками готувала елітних бійців зі спеціалізацією у греплінгу та кікбоксингу. Треновані Жуаном Роке атлети успішно виступали на рівні міжнародних чемпіонатів з греплінгу, бразильського дзюдзюцу та змішаних єдиноборств.

## Спортивні досягнення

### Бразильське дзюдзюцу
|  |

|  |